# Ken Wharton
Ken Wharton, né le 21 mars 1916 à Smethwick (Midlands de l'Ouest) et mort accidentellement le 12 janvier 1957 à Ardmore (Nouvelle-Zélande), est un ancien pilote anglais de course automobile, tant en rallyes que sur circuits et en courses de côte. 
Il a disputé quinze épreuves de championnat du monde des conducteurs de Formule 1, de 1952 à 1955.

## Victoires en compétitions automobiles

### Titres
- Quadruple vainqueur du Championnat du Royaume-Uni de courses de côte (en), de 1951 à 1954 sur Cooper-JAP Mk 4 et ERA R11B puis R4D ;

### Courses notables
- Triple vainqueur du Rallye des Tulipes en 1949 sur Ford Anglia (copilote Mrs Joy Cooke - 1re édition), 1950 sur Ford Pilot (copilotes Jan J.Langelaan et Dorsett) et 1952 sur Ford Consul (copilotes Jan J.Langelaan et Meisl) ;
- Rallye de Lisbonne en 1950, sur Ford Pilot ;
- 12 Heures de Reims 1954 avec son compatriote Peter Whitehead sur Jaguar D-Type (XK-C) officielle ;
- Quatre fois la Course de côte de Shelsley Walsh.

## Résultats en championnat du monde de Formule 1
| Saison | Écurie                   | Châssis                                     | Moteur              | Pneus          | GP disputés | Points inscrits | Classement en championnat |
| ------ | ------------------------ | ------------------------------------------- | ------------------- | -------------- | ----------- | --------------- | ------------------------- |
| 1952   | Scuderia Franera         | Frazer Nash FN48 Frazer Nash 421 Cooper T20 | Bristol 6 en ligne  | Dunlop         | 4           | 3               | 13e                       |
| 1953   | Cooper Car Company Privé | Cooper T23                                  | Bristol 6 en ligne  | Dunlop         | 5           | 0               | n.c.                      |
| 1954   | Owen Racing Organisation | Maserati 250F                               | Maserati 6 en ligne | Dunlop Pirelli | 4           | 0               | n.c.                      |
| 1955   | Vandervell Products Ltd  | Vanwall VW55                                | Vanwall 4 en ligne  | Pirelli        | 2           | 0               | n.c.                      |

## Résultats aux 24 heures du Mans
| Année | Équipe                      | Voiture        | Équipiers             | Résultat |
| ----- | --------------------------- | -------------- | --------------------- | -------- |
| 1953  | Automobiles Frazer Nash Ltd | Frazer Nash LM | Bob Lawrence Mitchell | 13e      |
| 1954  | Jaguar Cars Ltd             | Jaguar D-Type  | Peter Whitehead       | Abandon  |
| 1956  | Jaguar Cars Ltd             | Jaguar D-Type  | Jack Fairman          | Abandon  |